# Biserica de lemn din Ștei

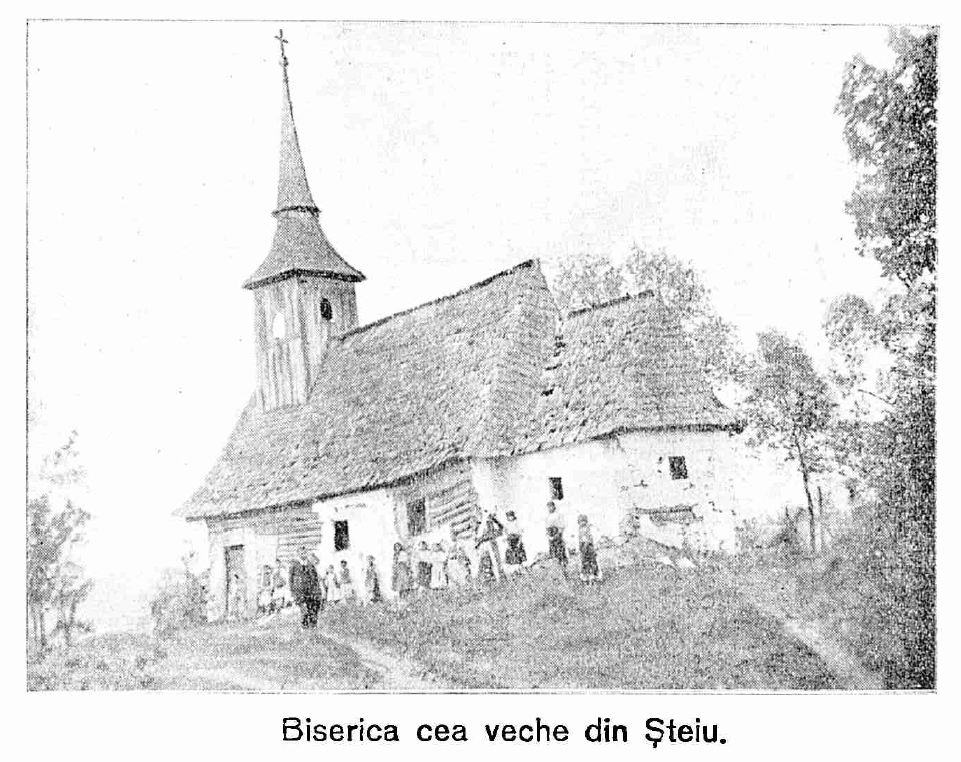
Biserica de lemn din Ștei, înainte de demolare. Foto: 1923

Biserica de lemn din Ștei a fost ridicată în jurul anului 1775 și a servit parohiei până după primul război mondial. A fost eternizată în literatura română prin versurile scriitorului ardelean Miron Pompiliu, devenind emblematică pentru atașamentul intelectualilor ardeleni față de modestele lor origini. 

## Istoric
Locuitorii din Ștei au împărțit cu cei din Seghiște o biserică medievală de zid, ctitorie a voievozilor locali, vreme de mai multe secole. Momentul ridicării bisericii de lemn din Ștei poate fi aproximat după reforma de sistematizare a satelor din 1772, când comunitatea a fost nevoită să se reașeze la o depărtare de vechea biserică. A fost ridicată cel mai probabil în jurul anului 1775. Tradiția locală păstra amintirea aducerii bisericii de lemn în noua vatră a satului Ștei din satul Ghighișeni, unde servise deja de o bună vreme comunității de acolo. În Ghighișeni biserica fusese înlocuită de o altă biserică de lemn, mai încăpătoare, în anul 1743. 

## Trăsături
Biserica de lemn din Ștei prezintă trăsături caracteristice zonei. 

## În literatură
Miron Pompiliu, fiu al satului, a dedicat câteva poezii bisericii de lemn din Ștei. Biserica a fost locul în care tatăl său a slujit și în care poetul și-a făcut o parte din educație. 
| Revedere „Biserică iubită Câți ani s'au strecurat! De când n'am vădzut turnu-ți Ș'al tău prag n'am călcat. Acum că mă apropiu, Și pragul tău ating Simțiri nepricepute În peptul meu se string. Ah, eată cele strane! Acolo eu cântam Și la sfârșitul slujbei Căzania cetiam. Și eată in prevazul Incins cu busuioc Sfânt chipul maicii sfinte Cu fiu-i la un loc; La cea icoană sfântă Țin minte, maică-mea Spre-adâncă 'nchinăciune, De mână mă ducea. Cu vechile podoabe Păreții stau ș'acum; Zăresc aceiași prapori Cu sfinți păliți de fum.” Același e altarul In toate-a sale părți Pe lada cea boită Același teanc de cărți.” Familia 1885, 1 septembrie Miron Pompiliu | Ultimul dor ... „Bisericuța cea de lemn Și azi e vie în minte-mi, Căsuța cu doi plopi la drum O văd parcă înainte-mi. ... La cea biserică de lemn, Când voi muri, mă’ngroape, Să-ascult prin somnul cel de veci Cetaniile sfinte Și-acele cântări ce-mi aduc De-a mea pruncie aminte, Să mai ascult ca de demult, Cum seara toaca bate, Când duhul păcii maestos Plutește peste sate.” Convorbiri literare 1885, 3, 280 Miron Pompiliu |